# Antoni Alfred Paryski
Antoni Alfred Paryski (ur. 11 lipca 1865 w Bocheniu, zm. 24 kwietnia 1935 w Toledo) – działacz polonijny, dziennikarz i wydawca.

## Życiorys
Urodził się w rodzinie chłopskiej, jako Antoni Alfred Panek. Ukończył szkołę ludową, a następnie gimnazjum w Łowiczu. Podjął pracę jako kancelista na poczcie w Łowiczu, później został przeniesiony do Warszawy. W Warszawie zdał kolejne egzaminy i został przyjęty do pracy w kancelarii sędziego. W czasie pobytu w Warszawie rozpoczął publikować artykuły w prasie, pod pseudonimem Paryso.
W 1883 (mając 18 lat) wyemigrował do USA. W autobiografii wspomniał, że emigrował uciekając przed aresztowaniem z powodu jego działalności niepodległościowej. 
W USA początkowo pracował na farmie w pobliżu Detroit, ucząc się języka angielskiego i pisząc artykuły do gazet polonijnych (Gazeta Polska, Kurier Polski). Po półtora roku przeniósł się do Detroit i zaczął pracować w drukarniach i redakcjach. Przez pewien czas był działaczem związku zawodowego Knights of Labor, werbował nowych członków w różnych miastach, ostatecznie jednak zniechęcił się do tej działalności i skoncentrował się na pracy redaktora w różnych gazetach polonijnych oraz amerykańskich.
We wrześniu 1889 zaczął wydawać własne pismo "Ameryka" w Toledo (Ohio). W 1902 połączył je z wykupionym pismem "Echo" z Buffalo i wydawał pod tytułem "Ameryka-Echo". W ciągu kilku lat gazeta, wydawana jako tygodnik zdobywała coraz większą popularność i w latach 20 XX wieku była wśród najpopularniejszych pism polonijnych. Tygodnik miał charakter antyklerykalny, lecz pozostawał neutralny politycznie. 
Paryski wykupił około czterdziestu pism, otworzył własne wydawnictwo Paryski Publishing Company, które wydało ponad 2 tysiące tytułów. Oprócz klasyki literatury polskiej wydawał też książki popularne, senniki itp. Uważał, że jego zadaniem jest dostarczenie wszystkiego, co Polacy chcą czytać.
Oprócz działalności wydawniczej, Paryski posiadał kilka innych firm i stał się człowiekiem zamożnym. Jednak do końca życia pozostał człowiekiem skromnym. Po jego śmierci przedsiębiorstwa odziedziczyły jego dzieci.